# Conjectura dels nombres primers bessons
En teoria dels nombres, la conjectura dels nombres primers bessons postula l'existència d'infinits primers bessons. Atès que és una conjectura, encara no s'ha ni demostrat ni refutat.
| Existeix un nombre infinit de primers p tals que p + 2 també és primer. |

Dos nombres primers es denominen bessons si la diferència entre els dos nombres és 2. Així doncs, el 3 i el 5 són una parella de nombres primers. Altres exemples són l'11 i el 13, el 29 i el 31 o el 107 i el 109.
A mesura que es consideren nombres primers més grans, la freqüència d'aquestes parelles baixa. Tot i així, s'ha vist computacionalment que segueixen sorgint parelles de nombres primers bessons relativament grans.
Aquesta conjectura ha estat estudiada per molts teòrics de nombres. La majoria de matemàtics creu que la conjectura és certa, basant-se en evidències numèriques i raonaments heurístics sobre la distribució probabilística dels nombres primers.
L'any 1849, Alphonse de Polignac va formular una conjectura més general segons la qual, per tot nombre natural kexisteixen infinites parelles de nombres primers la diferència dels quals és 2k. La conjectura dels nombres primers bessons és el cas particular quan k=1.

## Resultats parcials
L'any 1940, Paul Erdős va demostrar que existeix una constant c<1 i infinits nombres primers p tals que:
{\displaystyle P-p=c\ln({p})}
on P és el nombre primer immediatament posterior a p. Aquest resultat va ser millorat successivament: l'any 1986, Maier va acotar la constant a c<0,25. Daniel Goldston, János Pintz i Cem Yildirim van aconseguir un gran avenç el 2005, demostrar que el resultat és vàlid per tot c>0.
El 1973, Jing-run Chen va publicar una prova que existeixen infinits nombres primers p tals que p+2 és un nombre primer o un producte de dos factors primers. Per aconseguir aquest resultat es va basar en la teoria de seleccions, i va aconseguir tractar la conjectura dels nombres primers bessons i la conjectura de Goldbach de manera similar.

## Conjectura de Hardy-Littlewood
També existeix una generalització de la conjectura dels primers bessons, anomenada conjectura de Hardy-Littlewood, deguda a John Edensor Littlewood i a Godfrey Harold Hardy. Tracta de la distribució dels nombres primers bessons de manera anàloga al teorema dels nombres primers. Denoti's la funció π₂(x) com el nombre de primers p més petits que x tals que p+2 també és primer. Defineixi's la constant dels nombres primers bessons C₂ com el següent producte d'Euler:
{\displaystyle C_{2}=\prod _{p\geq 3}{\frac {p(p-2)}{(p-1)^{2}}}\approx 0,66016118158468695739278121100145...}
on p recorre el conjunt de nombres primers més grans o iguals que 3. La conjectura diu que:
| {\displaystyle \pi _{2}(x)\sim 2C_{2}\int _{2}^{x}{dt \over (\ln t)^{2}}} |

en el sentit que el quocient de les dues expressions tendeix a 1 a mesura que x tendeix a infinit:
{\displaystyle \lim _{x\to +\infty }{\frac {\pi _{2}(x)}{\displaystyle 2C_{2}\int _{2}^{x}{dt \over (\ln t)^{2}}}}=1}